# Augustus Chapman Allen
Augustus Chapman Allen (Nova Iorque, 4 de julho de 1806 - 11 de junho de 1864) fundou, juntamente com seu irmão mais novo John Kirby Allen, a cidade de Houston, no estado americano do Texas.
Sepultado no Green-Wood Cemetery.